# Baborów
Baborów (in tedesco Bauerwitz, in ceco Bavorov) è un comune urbano-rurale polacco del distretto di Głubczyce, nel voivodato di Opole. Ricopre una superficie di 116,97 km² e nel 2006 contava 6 586 abitanti.